# Pfarrkirche Aspach

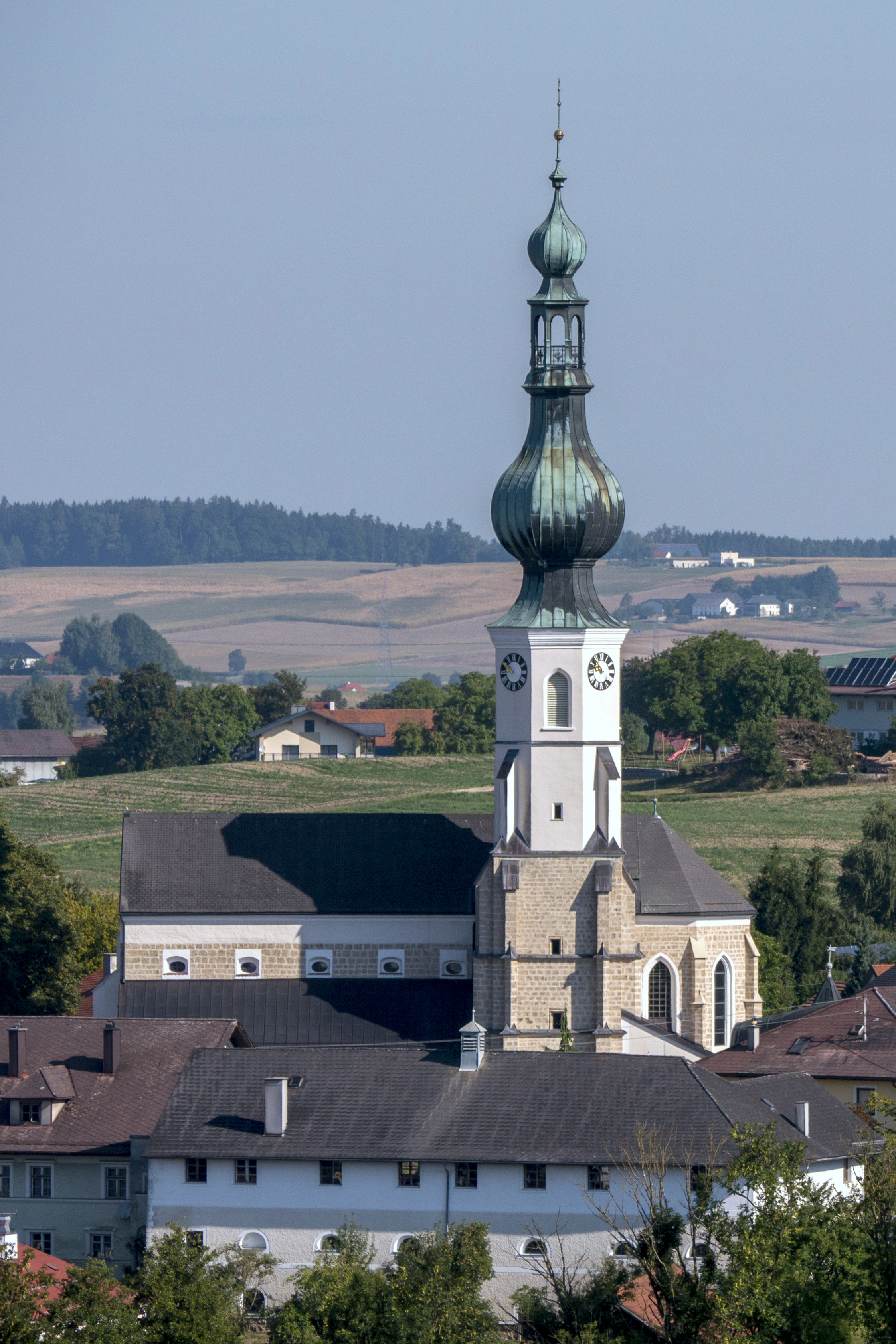
Kath. Pfarrkirche Mariä Himmelfahrt in Aspach

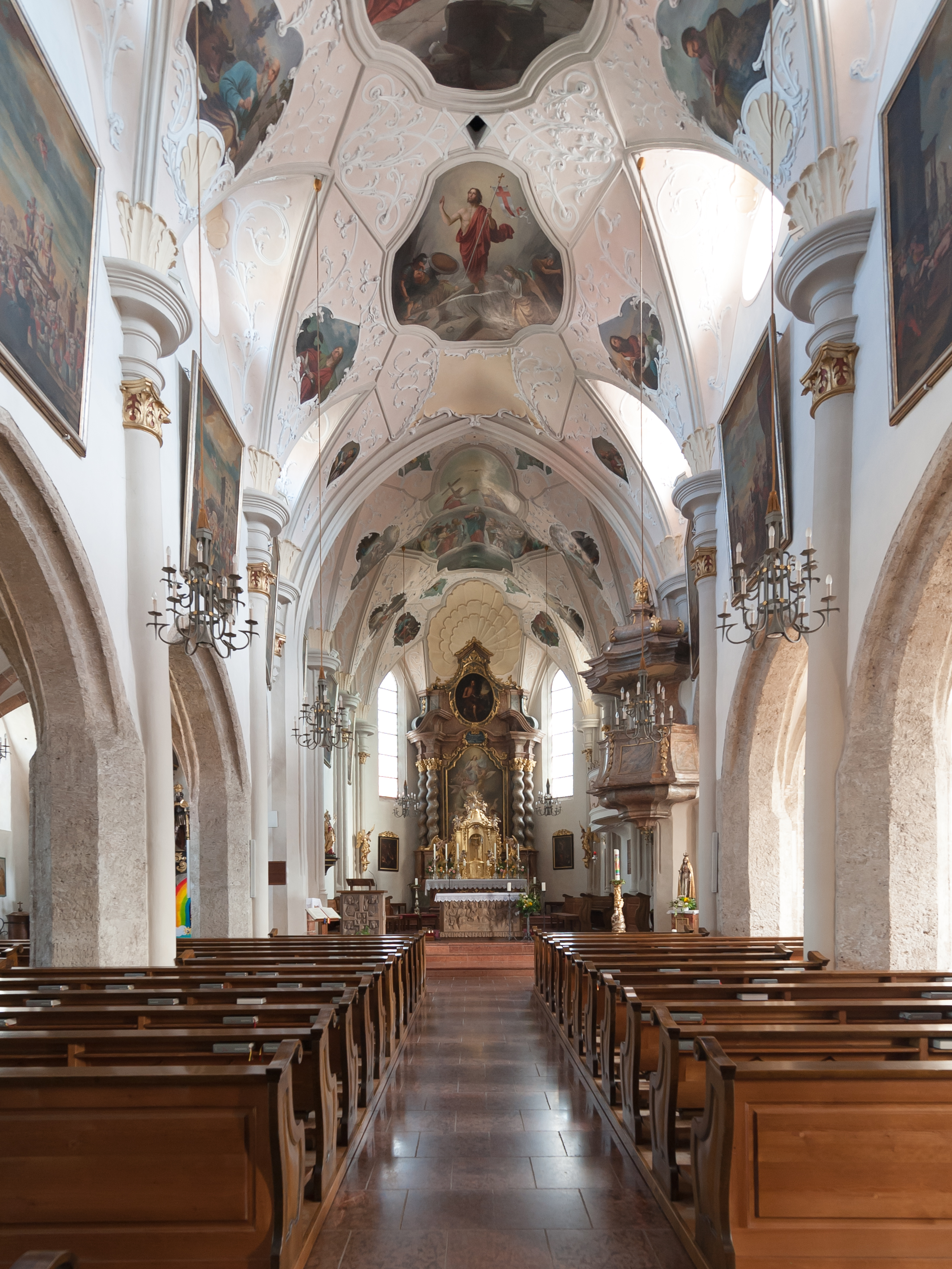
Im Mittelschiff des Langhauses zum Chor

Die römisch-katholische Pfarrkirche Aspach steht im Ort Aspach in der Marktgemeinde Aspach im Bezirk Braunau am Inn in Oberösterreich. Die auf Mariä Himmelfahrt geweihte Kirche gehört zum Dekanat Altheim-Aspach in der Diözese Linz. Die Kirche und der ehemalige Kirchhof stehen unter Denkmalschutz.

## Geschichte
Die Pfarre wurde 1074 an St. Nikola bei Passau übergeben. Die romanische dreischiffige dreijochige Pfeilerbasilika mit einem Westturm wurde gotisch umgestaltet und erweitert. Um 1476 erfolgte ein spätgotischer Neubau des Chores mit einem Südturm im Chorwinkel. 1514 wurde nördlich am Chor die Annakapelle angebaut. Der hohe Doppelzwiebelhelm auf dem Turm stammt aus dem Jahr 1936.

## Architektur
Das dreischiffige Langhaus ist fünfjochig, im östlichen Joch vor dem Chor verbreitert sich das Mittelschiff auf die Breite des Chores. Im Mittelschiff wurden die gotischen Gewölberippen entfernt, in den Seitenschiffen sind die Netzrippen erhalten. Der dreijochige Chor schließt mit einem Dreiachtelschluss. Im Chor wurden die gotischen Gewölberippen entfernt. Die zweiachsige Westempore hat Kreuzgratgewölbe. Der mächtige spätgotische Turm im südlichen Chorwinkel hat zwei in ein Achteck übergeführte Obergeschoße und trägt einen hohen Doppelzwiebelhelm aus 1936. Vor dem gotischen Nordportal ist eine sternrippengewölbte Vorhalle angebaut. Die gotische Sakristeitür hat eine Tür mit gotischen Beschlägen.
Die Gewölbe des Chores und des Mittelschiffes wurden mit dem Stuckateur Hans Georg Hennervogel (1718) mit Akanthus- und Blattwerkstuck überzogen. Im Chor gibt es ein Freskofragment um 1500. Hinter dem Georg-Altar ist ein Fresko Tobias-Szene um 1600. Hinter dem Sebastian-Altar ist ein gotisches Fresko Maria und Heilige und Stifter aus 1435.
Die dreijochige Annakapelle mit einem Netzrippengewölbe schließt mit einem Dreiachtelschluss.
Unter den zwei östlichen Jochen des südlichen Seitenschiffes befindet sich eine Gruft mit einem kreuzrippengewölbten Joch und einem kreuzgratgewölbten Joch.

## Ausstattung
Den Hochaltar von 1718 schuf der Stuckateur Hans Georg Hennervogel. Der Tabernakel ist ein Werk von Johann Peter Schwanthaler der Ältere (1777). Das Hochaltarbild Mariä Himmelfahrt schuf Engelbert Daringer (1962). Das Oberbild ist aus 1718.
Der linke Seitenaltar als Georg-Altar entstand um 1640/1650 mit bemerkenswerten Bildern, die Statuen sind von der Bildhauerfamilie Zürn.